# 韦勒龙
韦勒龙（法語：Velleron，法語發音：[vɛlʁɔ̃]）是法国普罗旺斯-阿尔卑斯-蓝色海岸大区沃克吕兹省的一个市镇，属于卡庞特拉区。

## 地理
韦勒龙（43°57'27"N, 5°1'46"E）面积16.39 平方千米，位于法国普罗旺斯-阿尔卑斯-蓝色海岸大区沃克吕兹省，该省份为法国东南部内陆省份，北起德龙省，西北接阿尔代什省，西接加尔省，南至罗讷河口省，东南角与瓦尔省接壤，东临上普罗旺斯阿尔卑斯省。
与韦勒龙接壤的市镇（或旧市镇、城区）包括：索尔格河畔利勒、佩尔讷莱方丹、圣萨蒂南-莱萨维尼翁、勒托尔。

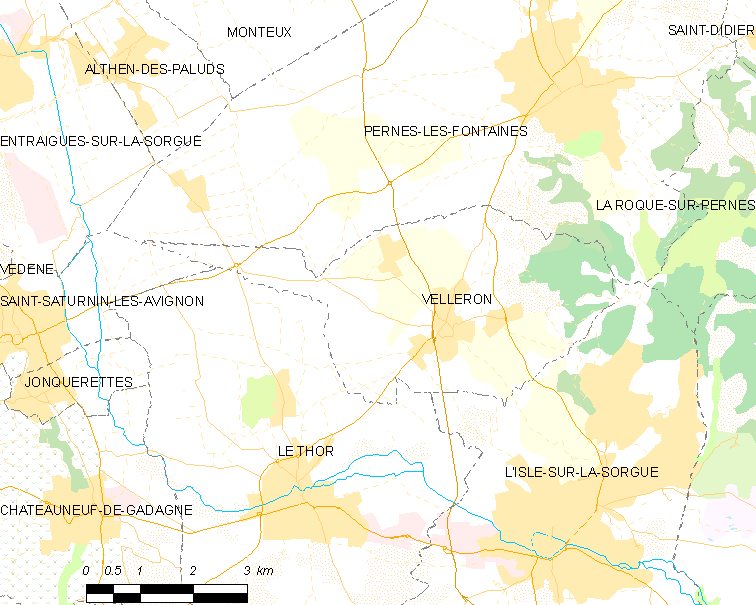
韦勒龙的OSM定位图

韦勒龙的时区为UTC+01:00、UTC+02:00（夏令时）。

## 行政
韦勒龙的邮政编码为84740，INSEE市镇编码为84142。

## 政治
韦勒龙所属的省级选区为勒蓬泰县。

## 人口

1962-2008年间韦勒龙人口变化图示

韦勒龙于2022年1月1日时的人口数量为3138人。